# Kibé
Pour les articles homonymes, voir Kibe (homonymie).
Kibé est une commune située dans le département de Fô de la province du Houet dans la région du Hauts-Bassins au Burkina Faso.

## Géographie
Kibé est située à environ 5 km à l'est de Fô.